# Уко, Питер
Питер Уко (англ. Peter J. (John) Ucko; 27 июля 1938, Лондон — 14 июня 2007, Лондон) — британский археолог и антрополог, египтолог. Доктор философии (1962), профессор. В 1996—2005 директор UCL Institute of Archaeology. Согласно Encyclopedia of Global Archaeology, Уко являлся одним из самых влиятельных археологов своего поколения. Широко известен своей ролью в создании Всемирного археологического конгресса (World Archaeological Congress) и его развитии.
Родился в интеллектуальной семье еврейских эмигрантов из Германии; его мать была детским психологом, а отец — профессором эндокринологии. Уже в детстве увлекся египтологией. Учился в Брайанстонской школе в Дорсете и North West London Polytechnic, получил степень по антропологии в Университетском колледже Лондона (1956—1959). Затем там же защитит докторскую и станет преподавать на кафедре антропологии (которой заведовал тогда Daryll Forde). В 1972 возглавил Australian Institute of Aboriginal Studies (по 1980). С 1981 профессор археологии в Саутгемптонском университете, с 1993 по 1996 год декан факультета искусств. С 2005 на пенсии.
Приобрел широкую известность в 1986 году, организовав первый Всемирный археологический конгресс, первоначально запланированный как 11-й конгресс International Union for Prehistoric and Protohistoric Sciences. В свои поздние годы глубоко увлекся Китаем, впервые познакомившись с китайской археологией в середине 1980-х — когда несколько ведущих китайских археологов посетили первый Всемирный археологический конгресс.
Первая книга — Anthropomorphic Figurines of Predynastic Egypt and Neolithic Crete (1968) — закрепила его имя в египтологии.
На протяжении 27 лет сожительствовал с Jane Hubert.